# Odznaka Honorowa za Dobrą Służbę w Armii Lądowej
Odznaka Honorowa za Dobrą Służbę w Armii Lądowej (duń. Hæderstegnet for god Tjeneste ved Hæren, skr. Ht.H.) – duńskie wojskowe odznaczenie ustanowione 26 września 1945 przez króla Chrystiana X Oldenburga. 
Obecnie przyznawane jest przez władcę z nominacji Szefa Sił Zbrojnych (dosł. „Szefa Obrony”, dun. Forsvarschefen), kobietom i mężczyznom służącym w armii lądowej, za 25 lat służby liczonych od ukończenia dwudziestego roku życia. Odznaczana osoba musi spełniać też dodatkowe wymagania, tzn. musi być znana wśród swoich przełożonych jako dobry mężczyzna lub kobieta, którzy dzięki wierności, umiejętnościom, staranności i w innym sposobom dobrego zachowania w służbie, a także poprzez nienaganne zachowanie w swoim życiu prywatnym, zasłużyła na publiczne prawo do noszenia świadectwa dobrej służby w siłach zbrojnych.
W duńskiej kolejności starszeństwa odznaczeń odznaka znajduje się obecnie (na listopad 2021) za Odznaką Honorową za Dobrą Służbę w Marynarce, a przed Odznaką Honorową za Dobrą Służbę w Siłach Powietrznych.
Po śmierci odznaczonego odznaka musi zostać zwrócona do kancelarii duńskich sił zbrojnych.
Odznaka ma formę medalu, który ma średnicę 30 mm i wykonywany jest ze srebra. Na awersie znajduje się ukoronowany monogram fundatora odznaki, wzdłuż górnej krawędzi data jego urodzenia „26 SEPTEMBER 1870”, a wzdłuż dolnej krawędzi napis „FOR GOD TJENESTE” (pol. ZA DOBRĄ SŁUŻBĘ). Na rewersie umieszczany jest wieniec dębowy, a w jego wnętrzu napis „FORTJENT” (ZASŁUŻONY).
Medal mocowany jest do wiązanej w pięciokąt czerwonej wstążki z szerokim białym paskiem wzdłuż środka. Od 2005 roku 40 lat służby oznaczane jest poprzez umieszczenie na wstążce lub baretce złotego dębowego liścia (oznaki męstwa), lecz nie dotyczy to osób, które otrzymały już Srebrny Medal Zasługi przyznawany m.in. za 40-letnią, wierną służbę wojskową.
Formę medalu jako pierwszy wykonał medalier Harald Solomon.
Niemal identyczne są trzy inne odznaczenia: Odznaka Honorowa za Dobrą Służbę w Marynarce, Odznaka Honorowa za Dobrą Służbę w Siłach Powietrznych i Odznaka Honorowa Obrony za Dobrą Służbę. Mają takie same wymiary medalu, materiał wykonania, kolory wstążki i statuty (aktualizowane w 2005). Różnią się jedynie przeznaczeniem dla osobnych rodzajów sił zbrojnych, a także monogramem władcy i datą na awersie. Rewersy też nie są identyczne, a jedynie bardzo podobne, gdyż projektowane były przez innych artystów. Jedynie dwie najnowsze odznaki fizycznie nie różnią się od siebie w ogóle.
Do końca roku 2002 Odznaką Honorową za Dobrą Służbę w Armii Lądowej odznaczono 8780 osób.